# Diplomatic Immunity (Drake)
Diplomatic Immunity è un brano musicale del rapper canadese Drake, pubblicato in tutto il mondo per il download digitale il 19 gennaio 2018.  Il brano è stato reso disponibile insieme ad un altro singolo, God's Plan; i due brani formano il breve EP Scary Hours.

## Tracce
1. Diplomatic Immunity – 4:16